# Antun Vranić
Antun (Anton) Vranić hrvaški pisec, prevajalec, katoliški duhovnik, pomožni dekan. * Karlovec, o. 1764; † Vukšin Šipak pri Draganiću, 13. avgust 1820.
Bil je prvi prevajalec romana Robinson Crusoe v hrvaški jezik (v kajkavsko različico). Čeprav prevod ni preveden iz angleškega originala, temveč iz nemške moralno-poučne verzije Robinson der Jüngere, zur angenehmen und nützlichen Unterhaltung für Kinder (1779), ki jo je predelal Joachim Heinrich Campe. Prevod se je objavil 1796 pod naslovom Mlaissi Robinzon: iliti Jedna kruto povolyna, y hasznovita pripovezt za detczu od J. H. Kampe; iz nemskoga na horvatzki jezik prenessena po Antonu Vranichu. Knjigo je namenil otrokom ter njihovim učiteljem in vzgojiteljem.
Drugo najpomembnejše Vranićevo delo je prevod psalmov v kajkavščino. Antun Vranić jih je prevedel iz latinščine s pooblastilom zagrebškega škofa Maksimilijana Vrhovca: Arfa Davidova to jezt Soltári Szvetoga piszma poleg Vulgáte z-szvojemi, za laglye teseʃʃih Mésztih Razmévanye, ráztolnachényi vu domorodni naʃs jezik preneʃʃeni: po Antonu Wranichu plebanuʃʃa na Sipku (1816).